# Camaxtli

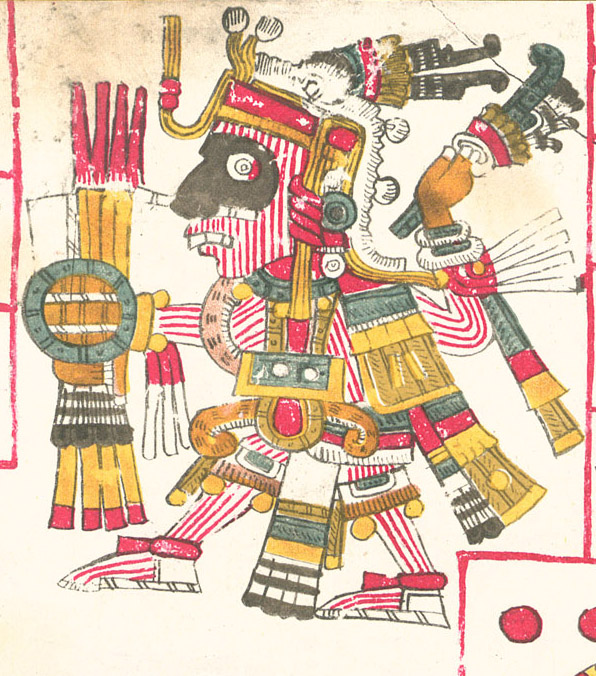
Camaxtli, Dios principal de los tlaxcaltecas

Camaxtli o Camaxtle (del náhuatl: ), pronunciado [kamaʃtli], era considerado el ancestro principal de los texkalteka (después llamados tlaxcalteca) y los guía cuando aún eran llamados teochichimeca cuando salen de Chicomoztoc. En la mitología texkalteka era el dios de la caza, de la guerra, la esperanza y el fuego (que había inventado). Fue uno de los cuatro dioses creadores de la Tierra. Los Chichimecas lo consideraron su dios principal. La concepción e importancia primordial de Camaxtli como deidad de la guerra y de la caza, se vio reflejada en sus atavíos y en los rituales que se le ofrecían en Tlaxcala durante el mes catorce llamado Quecholli, según Fray Diego de Durán, la festividad dedicada a Panquezaliztli, en el mes décimo.
Sus atavíos son una canastilla donde lleva a sus presas cazadas, un arco, tres flechas sujetas en el hombro izquierdo, su aztaxelli o adorno se dos flechas de garza en su sien izquierda y su cuerpo pintando de blanco, rayado con filos de obsidiana lo que le provoca surcos verticales coloreados por su sangre. 
Lleva un antifaz negro que se lo pinta con las cenizas de la Diosa Itzpapalotl luego vencerla. 
El ritual dedicado a Camaxtli, llamado Panquezaliztli se llevaba a cabo en el Altépetl de Ocotelulco y el Altépetl de Tepeticpac, respectivamente; iniciaba con ayunos, continuaba con sacrificio de animales producto de la caza, siguiendo con el sacrificio de un guerrero capturado en batalla y ataviado como su deidad Camaxtli, el cual, por ser el primero en ser sacrificado se le denominaba como "hijo del sol" (Motolinia), para concluir dicho ritual, después de ochenta días, como lo relata Fray Toribio Motolinia, a continuación:

"Después comenzaba el sacrificio y muerte de los presos en la guerra a honra de aquel gran ídolo; y a la vuelta nombraban otros dioses por manera de conmemoración, a los cuales ofrecían algunos de los que sacrificaban... En aquel templo de aquel grande ídolo que se llamaba Camaxtli, que es un barrio llamado Ocotelulco, mataban otros cincuenta o sesenta; y en otras veinte y ocho partes de esta provincia, en cada pueblo según era; de manera que allegaba el número de los que en este día sacrificaban, a ochocientos hombres en solo la ciudad y provincia de Tlaxcala; después llevaba cada uno de los muertos que había traído vivos al sacrificio, dejando alguna parte de aquella carne humana a los ministros, y entonces todos comenzaban a comer ají con aquella carne humana, que había cerca de medio año que no comían". (Motolinia)

El sacrificio humano y la antropofagia son parte del proceso ritual en la ideología de los Teochichimecas y representa la culminación, el clímax de la festividad en honor a Camaxtli por los Tlaxcaltecas, lo cual les permitirá continuar su estancia sobre el Tlalticpac (la superficie de la tierra), dicho ritual estaba enriquecido por un gran número de ritos y sacrificios entre los que figuraban las ofrendas de alimentos o animales, abstinencia sexual, no bañarse, ayunos, quema de incienso o copal, cantos, arrojar flechas, estiramiento de gente (niños), horadación de orejas y ensangramiento con navajas de obsidiana, etc.
La guerra y la caza no eran la única forma en la que Camaxtli habría de normar la vida de los Tlaxcaltecas sobre el Tlalticpac, sino también es concebido por algunos investigadores, como una advocación de Tezcatlipoca rojo llamado también Xipe Tótec o Mixcóatl "la serpiente de la nube" deidad tutelar de la Vía Láctea o como una deidad Solar, o por su pintura facial negra que lo caracteriza como una deidad nocturna.
Al dejar Chicomóztoc, Camaxtli guio a su pueblo hasta la tierra prometida (Tlaxcala) en donde una vez asentados, dejarían testimonio de la diversidad de su panteón en el que no sólo habitaría Camaxtli, y que estaría constituido por diversas deidades, entre los que se encontraban: Tláloc, dios de la lluvia, patrono de los campesinos; Ehécatl, dios del viento; Xochiquétzal, flor quetzal, patrona de los quehaceres domésticos, de las tejedoras de los orfebres y de las aiuanome o mujeres de la vida alegre; Tezcatlipoca, Espejo humeante; Quetzalcóatl, Serpiente de plumas preciosas, dios de la sabiduría, del conocimiento, patrono de los Tlamatinimeh o Sabios; Xipe Tótec, Nuestro Señor el desollado, dios de la fertilidad y de la renovación vegetal; etc; quienes habitaban y le daban sustento a la concepción que tenían los Teochichimecas respecto de la geometría del universo.